# Ymir

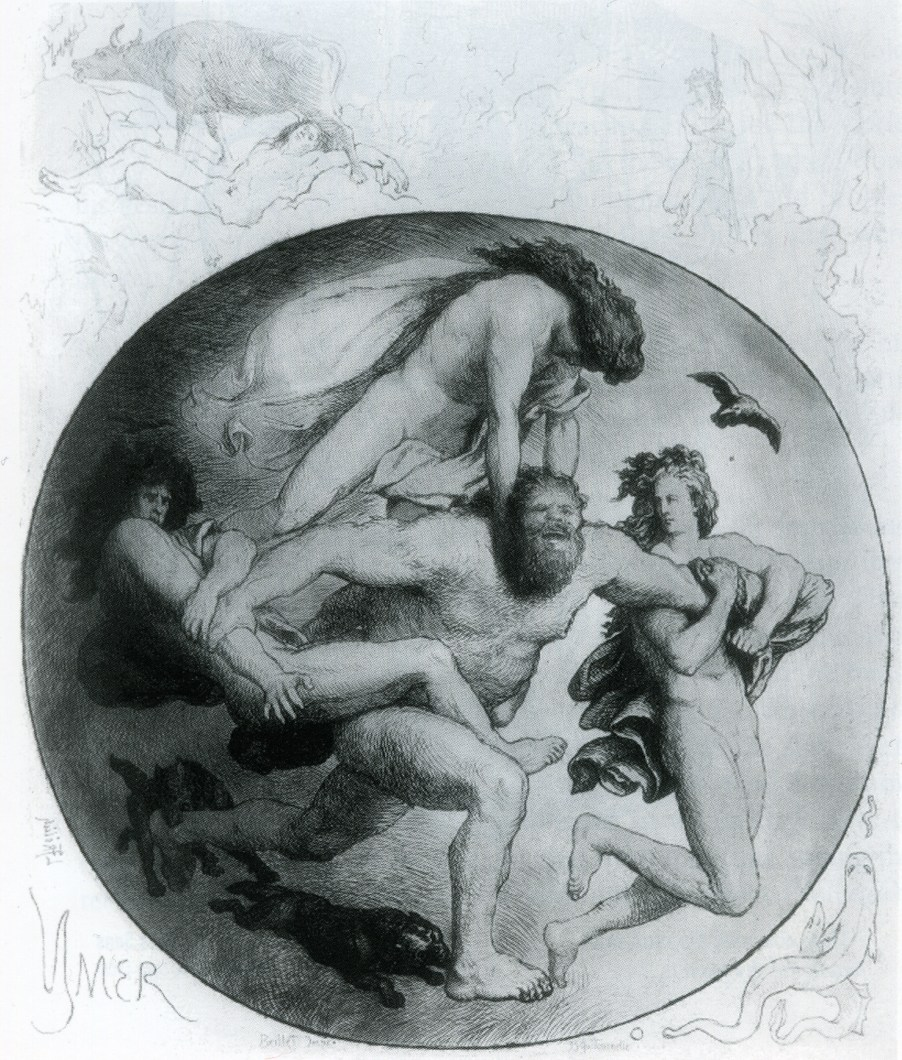
Lorenz Frølich, Usmrcení Ymiho Ódinem a jeho bratry

Ymi, též Ymir nebo Argelmir (staroseversky šterkový křikloun) je oboupohlavní obr ze severské mytologie, předek ostatních obrů – Jotunů a důležitá postava stvoření světa. Zmiňuje jej především Vědmina píseň, ale také Píseň o Grímnim a Píseň o Vaftrúdnim, obsažené v Poetické Eddě. Je po něm pojmenován měsíc Saturnu Ymir.

## Mýtus
Na počátku existoval jen Ginnungagap „zející hlubina“, na sever od ní chladný Niflheim, z kterého vyvěralo jedenáct řek a na jihu žhavý Múspell. Ze setkání ledu a ohně z těchto dvou světů vznikla tekutá substance zvaná  eitr a tak se zrodila spící bytost jménem Ymi. Během obrova spánku mu vyrostli pod paží z jeho potu bezejmenný obr a obryně a jedna jeho noha zplodila s druhou obra Trúdgelmira. Ymi byl živen mlékem krávy Audhumly, která se zrodila z tajícího ledu. Kráva olizovala slaný led a tak vznikl muž jménem Búri, ten zas zplodil syna jménem Bor, který pojal za manželku  Bestlu, dceru obra Bolthorna, který byl potomkem Ymiho. Borrovi a Bestle se narodili tři synové, Ódin, Vili a Vé.
Tři bratři se rozhodli Ymiho zabít, jeho krev pak způsobila obrovskou potopu při níž zahynuli všichni obři až na Trúdgelmira, Bergelmira a jeho ženu, kteří se schovali v dutém stromě. Pak dopravili jeho tělo doprostřed Ginnungagap a stvořili z něj svět. V Písni o Grímnim stojí:
Z Ymiho masa země stvořena byla

a z jeho krve moře,

z kostí skály, stromy z vlasů

a z lebky nebe;

a z jeho brv bozi vlídní

lidem zbudovali Midgard;

z jeho mozku mraky chmurné

po obloze plují.

Na lebku pak posadili čtyři trpaslíky, Nordri – Sever, Sudri – Jih, Austri – Východ a Vestri – Západ. Červi, kteří vylezli z jeho hnijícího těla se změnili v trpaslíky – Dvergar.

## Etymologie a výklad
Jméno Ymi má stejný etymologický základ jako jméno indického boha smrti Yamy a římské postavy Rema. Vychází z proto-indoevropského kořene *Yema „dvojče“, proto-Indoevropané měli představu o dvou předcích lidstva, sourozencích, z nichž první je označován jako *Manu (muž, germánský Mannus, indický Manu) a druhý právě *Yema. Ten byl svým bratrem obětován a použit ke stvoření lidstva. Indickou obdobou *Yemu a Ymiho je Puruša. Tento motiv je znám i v jiných světových mytologiích, prvotní bytostí umírající či obětovanou a použitou ke stvoření světa je i akkadská Tiamát a čínský Pchan-ku. Ymi bývá také spojován s mytickým předkem Germánů Tuistem, který podle svého jména také měl být oboupohlavní.